# Ommata vicina
Ommata vicina är en skalbaggsart som beskrevs av Julius Melzer 1927. Ommata vicina ingår i släktet Ommata och familjen långhorningar. Inga underarter finns listade i Catalogue of Life.